# Gert Dockx
Pour les articles homonymes, voir Dockx.
Gert Dockx, né le 4 juillet 1988 à Turnhout, est un coureur cycliste belge, professionnel de 2009 à 2016,.

## Biographie

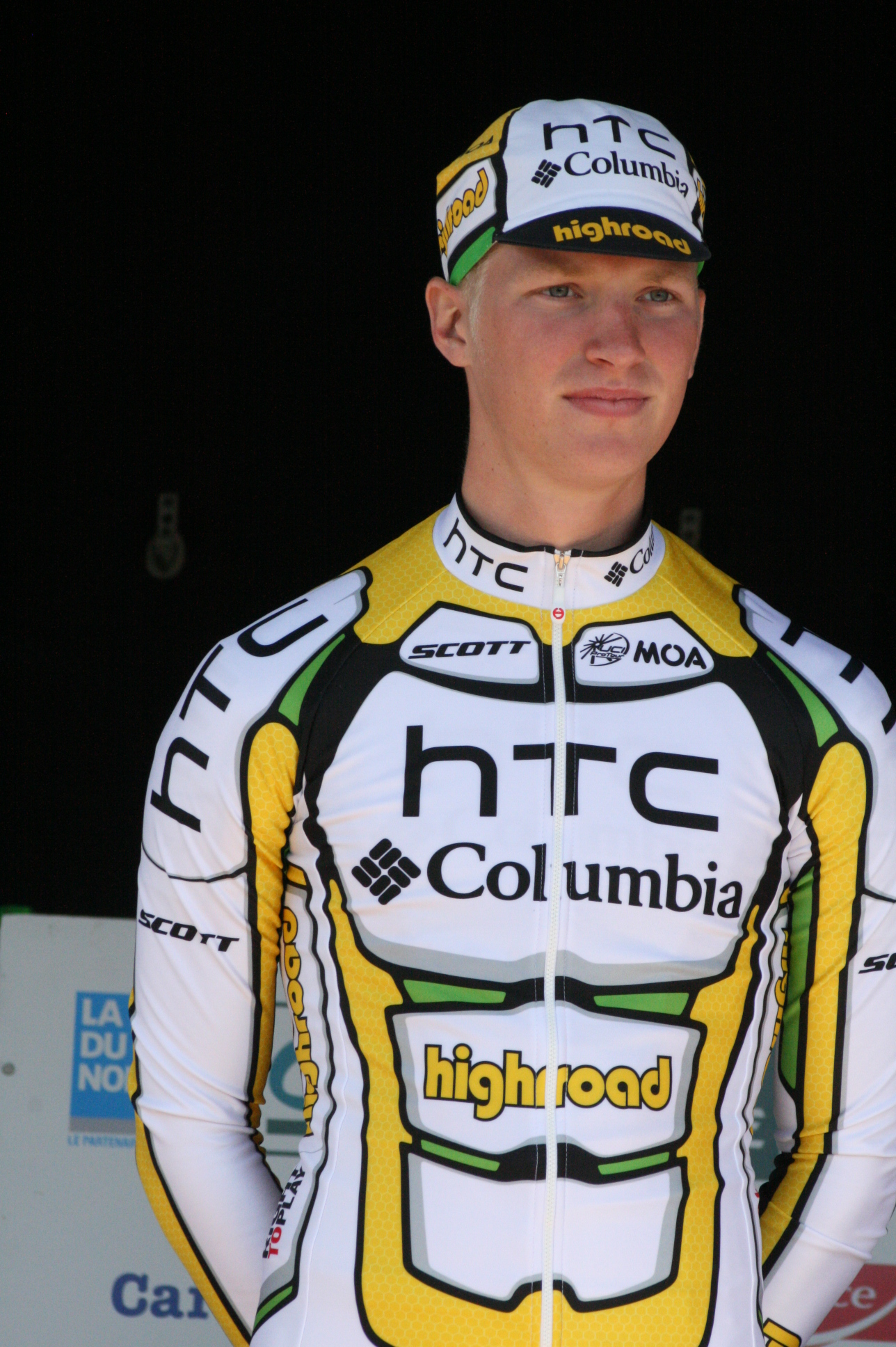
Gert Dockx lors des Quatre Jours de Dunkerque 2010.

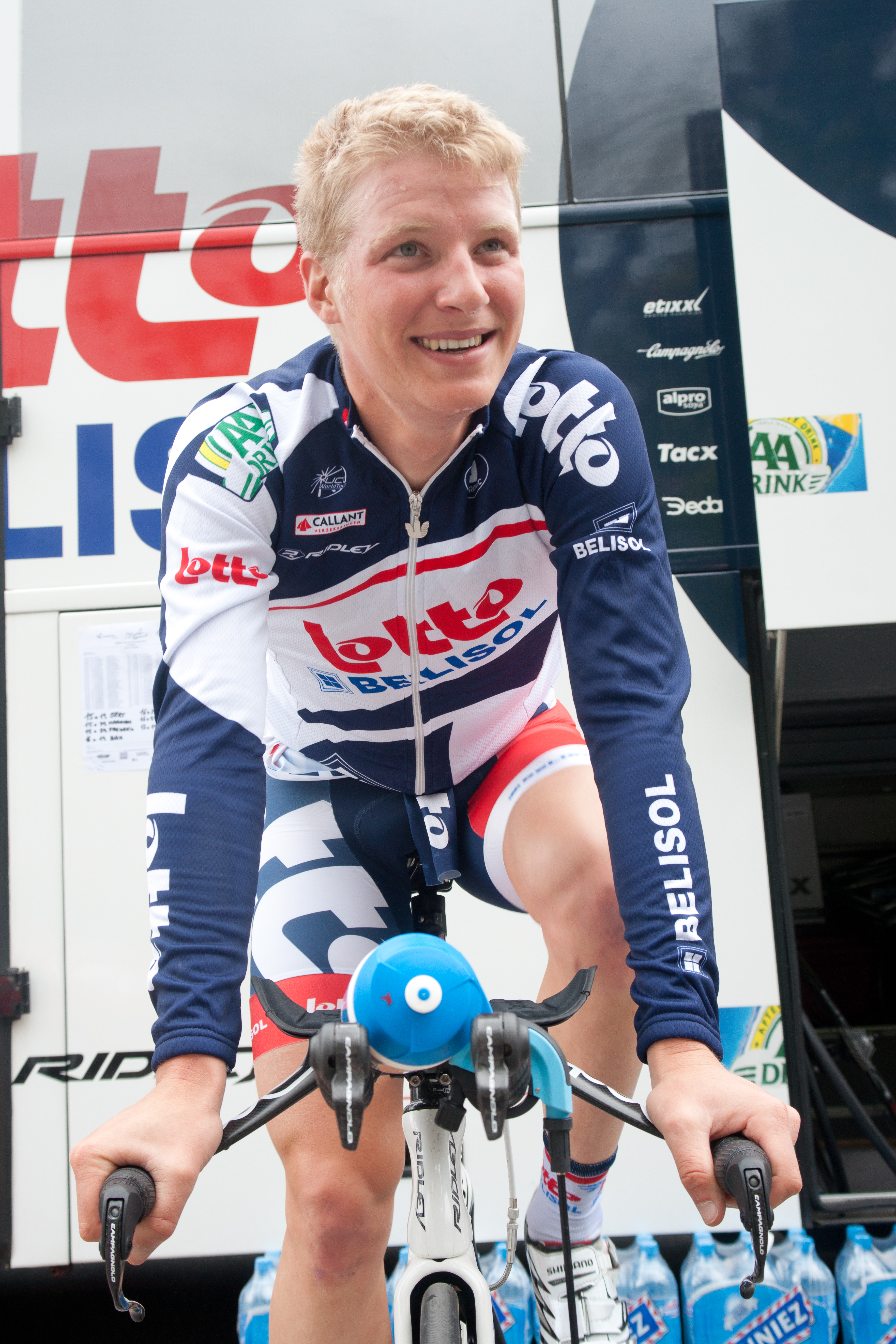
Gert Dockx lors du Tour de Romandie 2012.

Fils de Kurt Dockx (nl), cycliste professionnel en 1982 et 1983, Gert Dockx naît le 4 juillet 1988. Il pratique le cyclisme à partir de l'âge de treize ans, au Hoboken WAC,. Il est membre de ce club jusqu'en 2005, en catégories aspirants, débutants, puis en première année juniors. Son cousin Aaron Dockx est également coureur cycliste.
En 2006, il rejoint l'équipe Avia. Il se distingue cette année comme l'un des meilleurs juniors belges. Il remporte la deuxième étape et le classement final du Grand Prix Général Patton, en, au Luxembourg, et se classe 4e de l'Etoile du Sud-Limbourg, 2e du Tour de Toscane juniors, du Circuit de Wallonie, 3e de Ledegem-Kemmel-Ledegem, 4e du Trofee van Vlaanderen, et huitième du championnat du monde sur route juniors. L'année suivante, il passe en catégorie espoirs (moins de 23 ans) dans l'équipe Beveren 2000, associée à Avia afin d'y faire évoluer ses meilleurs juniors. Il s'impose cette année-là au Circuit Het Volk Espoirs, à Zottegem, puis, en 2008, la troisième étape de la Ronde de l'Isard d'Ariège. 
Il rejoint alors en tant que stagiaire, l'équipe Columbia, devenue Columbia-High Road par la suite. Le 4 novembre, il signe définitivement avec cette même équipe dirigée par Bob Stapleton, pour la saison 2009, où il passe professionnel.
Après deux ans dans cette équipe, il rejoint en 2011 l'équipe belge Omega Pharma-Lotto, puis Lotto-Belisol en 2012.
En 2013, Dockx commence sa saison en gagnant deux étapes de la Tropicale Amissa Bongo avant de se fracturer un coude et une clavicule durant le Circuit Het Nieuwsblad à la suite d'une chute, ce qui met fin à sa campagne de classiques flandriennes.
En 2014, il doit à nouveau renoncer aux classiques à cause d'une blessure. Tombé lors de la course À travers Drenthe en mars, il souffre d'une clavicule fracturée. De retour en compétition, il dispute le Tour d'Italie. À la fin de la saison 2014, le contrat qui le lie à son employeur est prolongé pour l'année suivante.
En juin 2015, il se fracture à nouveau une clavicule et un coude, en tombant lors du Critérium du Dauphiné. Il reprend la compétition en août. Son contrat est à nouveau prolongé pour un an.
Lors d'un entraînement en Espagne en février 2016, Dockx ainsi que son coéquipier Thomas De Gendt sont percutés et blessés par une voiture. Un mois plus tard, il chute avec son coéquipier Frederik Frison à l'arrivée de la Nokere Koerse. Il souffre à nouveau d'une fracture du coude qui le rend indisponible pour six semaines. Le 13 décembre 2016, il met un terme à sa carrière.

## Palmarès et classements mondiaux

### Palmarès amateur
- 2006[14]
  - Grand Prix Général Patton :
    - Classement général
    - 2e étape

  - 2e du Tour de Toscane juniors
  - 2e du Circuit de la Région wallonne
  - 3e de Ledegem-Kemmel-Ledegem
  - 8e du championnat du monde sur route juniors
- 2007
  - Circuit Het Volk espoirs
- 2008
  - 3e étape de la Ronde de l'Isard d'Ariège

### Palmarès professionnel
- 2013
  - 3e et 7e étapes de la Tropicale Amissa Bongo

### Résultats sur les grands tours

#### Tour d'Italie
3 participations
- 2011 : 96e
- 2013 : 104e
- 2014 : 115e

#### Tour d'Espagne
2 participations
- 2011 : 92e
- 2016 : 126e

### Classements mondiaux
| Année                  | 2008 | 2009 | 2010 | 2011 | 2012 | 2013 | 2014 | 2015 |
| ---------------------- | ---- | ---- | ---- | ---- | ---- | ---- | ---- | ---- |
| Calendrier mondial UCI |      | nc   | nc   |      |      |      |      |      |
| UCI World Tour         |      |      |      | nc   | nc   | nc   | nc   | nc   |
| UCI Europe Tour        | 792e |      |      |      |      |      |      |      |